# بات هولاند
بات هولاند (بالإنجليزية: Pat Holland)‏ (13 سبتمبر 1950 في المملكة المتحدة - ) هو لاعب كرة قدم بريطاني في مركز الوسط. لعب مع نادي بورنموث ونادي ليتون أورينت ووست هام يونايتد وTeam Hawaii ‏.

## وصلات خارجية
- بات هولاند على موقع قاعدة بيانات كرة القدم.إي يو (الإنجليزية)